# Bankra
Bankra é uma vila no distrito de Haora, no estado indiano de Bengala Ocidental.

## Geografia
Bankra está localizada a 22° 38′ N, 88° 18′ L. Tem uma altitude média de 8 metros (26 pés).

## Demografia
Segundo o censo de 2001, Bankra tinha uma população de 48 403 habitantes. Os indivíduos do sexo masculino constituem 52% da população e os do sexo feminino 48%. Bankra tem uma taxa de literacia de 57%, inferior à média nacional de 59,5%; com 56% para o sexo masculino e 44% para o sexo feminino. 15% da população está abaixo dos 6 anos de idade.